# Stor-Mjöträsket
Stor-Mjöträsket är en sjö i Kalix kommun i Norrbotten och ingår i Kalixälvens huvudavrinningsområde. Sjön har en area på 0,058 kvadratkilometer och ligger 42,1 meter över havet.

## Delavrinningsområde
Stor-Mjöträsket ingår i det delavrinningsområde (734519-181442) som SMHI kallar för Utloppet av Kamlungträsket. Medelhöjden är 53 meter över havet och ytan är 54,15 kvadratkilometer. Räknas de 1002 avrinningsområdena uppströms in blir den ackumulerade arean 17 755,62 kvadratkilometer. Avrinningsområdets utflöde Kalixälven (Kaitumälven) mynnar i havet. Avrinningsområdet består mestadels av skog (61 procent). Avrinningsområdet har 11,19 kvadratkilometer vattenytor vilket ger det en sjöprocent på 20,7 procent. Bebyggelsen i området täcker en yta av 0,65 kvadratkilometer eller 1 procent av avrinningsområdet.